# Küti (Kareda)
Küti – wieś w Estonii, w prowincji Järva, w gminie Kareda.